# Amar Osim
Amar Osim, né le 18 juillet 1967, est un footballeur et entraîneur bosnien.

## Biographie
Osim commence sa carrière professionnelle en 1986 avec le club du FK Željezničar Sarajevo. En 1991, il est transféré au SR Saint-Dié. En 1992, il est transféré au Pierrots Vauban. En 1996, il retourne à la FK Željezničar Sarajevo. En 1997, il met un terme à sa carrière de footballeur.
En 2001, Osim signe un contrat d'entraîneur avec FK Željezničar Sarajevo. En 2004, il signe un contrat d'entraîneur adjoint d'Ivan Osim avec JEF United Chiba. En 2006, il est nommé entraîneur en succédant à Ivan Osim. Avec le JEF United, il remporte la Coupe de la Ligue japonaise 2006. En juillet 2009, il retourne à la FK Željezničar Sarajevo. 